# بريان دونليفي
بريان دونليفي (بالإنجليزية: Brian Donlevy)‏ مواليد 09 فبراير 1901 في كليفلاند - الوفاة 06 أبريل 1972 في لوس أنجلوس، الولايات المتحدة، هو ممثل أمريكي بدأ مسيرته الفنية سنة 1924. امتدت مسيرته الفنية لأكثر من 45 عاما.

## الأعمال
- ساحل بربري
- في شيكاغو القديمة
- ماك جنتي العظيم
- تو يانكس إن ترينيداد
- جزيرة ويك
- ذا بيغ كومبو
- الحمامة التي إستحوذت على روما

## روابط خارجية
- بريان دونليفي على موقع IMDb (الإنجليزية)
- بريان دونليفي على موقع الموسوعة البريطانية (الإنجليزية)
- بريان دونليفي على موقع ألو سيني (الفرنسية)
- بريان دونليفي على موقع تيرنر كلاسيك موفيز (الإنجليزية)
- بريان دونليفي على موقع أول موفي (الإنجليزية)
- بريان دونليفي على موقع قاعدة بيانات برودواي على الإنترنت (الإنجليزية)
- بريان دونليفي على موقع قاعدة بيانات الأفلام السويدية (السويدية)
- بريان دونليفي على موقع إن إن دي بي (الإنجليزية)
- بريان دونليفي على موقع ديسكوغز (الإنجليزية)
- بريان دونليفي على موقع قاعدة بيانات الفيلم (الإنجليزية)